# Donji Slatinik
Donji Slatinik su naseljeno mjesto u Republici Hrvatskoj u sastavu općine Podcrkavlje u Brodsko-posavskoj županiji.

## Zemljopis
Donji Slatinik se nalaze na Dilju, sjeverno od Podcrkavlja i istočno od državne ceste Našice - Slavonski Brod, susjedna naselja su Dubovik na istoku, Glogovica na jugu, Brodski Zdenci na zapadu te Gornji Slatinik na sjeveru.

## Stanovništvo
Prema popisu stanovništva iz 2011. godine Donji Slatinik je imao 170 stanovnika. 
| broj stanovnika | 112   | 262   | 273   | 154   | 182   | 217   | 208   | 249   | 258   | 246   | 227   | 228   | 199   | 181   | 188   | 170   | 140   |
|                 | 1857. | 1869. | 1880. | 1890. | 1900. | 1910. | 1921. | 1931. | 1948. | 1953. | 1961. | 1971. | 1981. | 1991. | 2001. | 2011. | 2021. |